# アベルコンウィ条約

条約締結後のグウィネズ
グウィネズにおけるサウェリンの公国領
Dafydd ap Gruffuddの領土
条約によりイングランド王国に割譲された領域

アベルコンウィ条約（アベルコンウィじょうやく）とは、1277年にイングランド王エドワード1世とプリンス・オブ・ウェールズサウェリン・アプ・グリフィズとの間で結ばれた条約である。直前まで、エドワード1世はウェールズに向けて侵略戦争を遂行しており、この戦争を終わらせる条約として結ばれたものであった。この条約により、ウェールズ公国・イングランド王国は和平したものの、ウェールズ公国のウェールズ人による統治は大公サウェリンの死により終焉を迎え、エドワード1世によるウェールズ侵略計画の第一歩となった。

## 背景
サウェリンはイングランド王家とより強力な繋がり・血縁関係を構築せんと欲していた。そんなサウェリンはイングランドの貴族シモン・ド・モンフォールの娘であり、イングランド王エドワード1世の従兄弟でもあるエレノア・ド・モンフォールとの結婚を切望していた 。そして彼らは代理を立てた上で1275年に結婚した。しかし、エレノアがフランスからイングランドに向かっている途中、エドワード1世が雇った海賊らによってエレノアは捕らえられ、ウィンザー城に拘束された。
エドワード1世は、イングランド王に即位した時からサウェリンをイングランド王家の脅威と見做しており、また取り分けサウェリンの申し出ているエレノアとの結婚の取り決めをひどく嫌っていた。何故なら、エレノアの父、シモン・ド・モンフォールはエドワード1世の先代の王ヘンリー3世の頃より王権に反発し続けていた貴族の中心人物であったからだ。(ちなみに、シモンは1265年、イブシャムの戦いにてエドワード1世の軍に敗れ戦死している。)エドワード1世はウェールズに侵攻するまでに何度かサウェリンをイングランドに顔を出すよう命じていたものの、サウェリンは、エドワードの宮廷では自身の身の安全が確保できないとして断り続けていた。
そして1276年、エドワード1世はサウェリンを反乱者として討伐することを決定し、大軍を集めてウェールズに進軍した。1277年の夏までに、エドワード1世の軍勢はグウィネズ王国の中心部にまで到達した。エドワード1世の軍勢はアングルシー島の穀物を没収してサウェリンやその軍勢の兵糧を奪い、サウェリンに降伏を強いた。

## 条約
アベルコヌイ条約はサウェリンから引き出した譲歩を交換条件としてグウィネズにおける平和を約束したものであった。この時サウェリンがイングランドに対して行った譲歩をとは、『コンウィ川より西側の領域におけるサウェリンの権利を制限した上で、川の東側の領域をかつてウェールズをめぐりサウェリンと争った彼の兄弟、en:Dafydd ap Gruffyddの領土とする』というものだった。しかし、サウェリンはイングランド王に服従する代わりにプリンス・オブ・ウェールズの称号はそのまま名乗ることができたとされている。しかし彼の支配下のウェールズ領主たちの中にサウェリンを自らの君主と見做すものは少なかったという。この条約が結ばれると、エドワード1世は、アベリストウィス・ビルス・ウェルス・フリント (フリントシャー)・ルドランなどにグウィネズに対する抑えとして砦を構築した。この条約は1277年11月9日に合意され、
エドワード1世により10日に承認された。